# Hyliidae
Hyliidae je čeleď pěvců ze zalesněných oblastí v tropické západní a střední Africe. Zahrnuje pouze dva druhy, každý ve vlastním monotypickém rodu:
- Hylia prasina (Cassin, 1855) – budníček šedozelený;
- Pholidornis rushiae (Cassin, 1855) – moudivláček nejmenší.

## Charakteristika
Oba dva druhy představují drobné pěvce, kteří dosahují hmotnosti 5 až 14 gramů a živí se převážně hmyzem, zejména puklicovitými (Coccidae). Vytvářejí malé skupiny, které hřadují ve společných hnízdech. Hnízda jsou kulovitá, podobná hnízdům snovačovitých (Ploceidae). Vejce mají bílou barvu.
Systematické zařazení obou druhů představovalo dlouhodobý problém a v průběhu historie byly klasifikovány buďto společně, anebo samostatně jako zástupci květozobovitých (Dicaeidae), astrildovitých (Estrildidae), kystráčkovitých (Meliphagidae), strdimilovitých (Nectariniidae), sýkorovitých (Paridae), snovačovitých, budníčkovitých (Phylloscopidae), moudivláčkovitých (Remizidae) nebo pěnicovitých (Sylviidae). Ačkoli většina autorů řadila oba druhy samostatně do různých čeledí, genetické analýzy ukázaly, že si jsou oba druhy blízce příbuzné. Současnou čeleď Hyliidae, jež budníčka šedozeleného a moudivláčka nejmenšího sdružuje, vytyčil v roce 1923 britský ornitolog David Bannerman pro rod Hylia a v roce 1930 ji užil i americký ornitolog George Latimer Bates, ale pozdější autoři ji nepřijali. Sdílený odvozený znak obou druhů představuje kartáčovitý jazyk a dlouhá jazylka.